# Club de Deportes Instituto O'Higgins
El Club de Deportes Instituto O'Higgins fue un club de fútbol de Chile, con sede en la ciudad de Rancagua. Fue fundado el 21 de mayo de 1925 por alumnos del Instituto O'Higgins de Rancagua, y jugaba en la Segunda División de Chile hasta su desaparición en 1954, cuando se fusionó con el Club Braden para formar al O'Higgins Braden.

## Historia

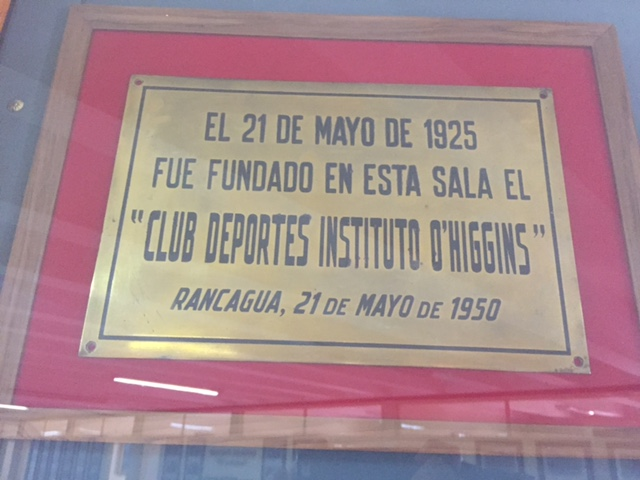
Placa conmemorativa de la fundación del club en el Instituto O'Higgins de Rancagua.

El club fue fundado por alumnos del colegio marista Instituto O'Higgins de Rancagua el 21 de mayo de 1925. Ingresó a la Asociación Rancagua, en donde obtuvo los títulos de 1932, 1933 y 1951. Ese último año también participó en la División de Honor Amateur (DIVHA).
En 1952 fue uno de los fundadores de la segunda categoría del fútbol chileno, junto a otro club de Rancagua: América. En la temporada 1953 ambos equipos quedaron empatados en la segunda posición tras el campeón Thomas Bata, que desistió de ascender a la máxima categoría.
El 24 de mayo de 1954, Instituto O'Higgins decidió unirse con el equipo de fútbol de la Braden Copper Company para fundar a O'Higgins Braden, campeón del torneo de ese año y antecesor del Club Deportivo O'Higgins.

## Datos del club
- Temporadas en Segunda División: 2 (1952-1953).
- Mayor goleada conseguida:
  - En campeonatos nacionales: 5-2 a Santiago National, en 1953.
- Mayor goleada recibida:
  - En campeonatos nacionales: 0-5 de Rangers, en 1952,[4] y 2-6 de Thomas Bata, en 1953.
- Mejor puesto en Segunda División: 3.º (1953).
- Peor puesto en Segunda División: 8.º (1952).
- Máximo goleador: Vicente Muñoz, 35 goles

## Palmarés

### Torneos locales
- Asociación Rancagua (9): 1932, 1933, 1936, 1937, 1939, 1940, 1941, 1945, 1951.[1][5][6][7]